# Begonia difformis
Espèce
Begonia difformis est une espèce de plantes de la famille des Begoniaceae. Ce bégonia est originaire du Chine. L'espèce a été décrite en 2015 par Jack Golding, à la suite des travaux de Fred Alexander Barkley (1908-1989). L'épithète spécifique difformis signifie « difforme ».

## Répartition géographique
Cette espèce est originaire du pays suivant : Chine.